# Mercury Marquis
La Marquis è un'autovettura prodotta dalla Mercury dal 1967 al 1986.
Il modello appartenne alla categoria delle full-size fino al 1983, quando fu inserito nella classe delle vetture mid-size. Nell'occasione un allestimento della vettura, la Grand Marquis, fu promosso a modello a sé stante e prese il posto della Marquis.
Negli aani ottanta i modelli del gruppo Ford passarono dalla trazione posteriore a quella anteriore. La Marquis, che era a trazione posteriore, fu quindi tolta di produzione dopo il model year 1986 venendo sostituita dalla Mercury Sable, che infatti aveva la trazione all'avantreno. 

## La prima serie: 1967–1968
La Marquis è stata introdotta nel model year 1967. Posizionata sopra la Mercury Monterey, riempì il vuoto lasciato dalla Montclair collocandosi nella stessa fascia della Park Lane.
La Marquis era molto simile alla Ford LTD, che venne introdotta nel 1965. La Marquis si differiva dal modello omologo per la presenza di interni migliori e di un equipaggiamento superiore. A differenza del modello Ford, la Marquis venne offerta con un solo tipo di carrozzeria, hard-top due porte. Le cabriolet e le fastback erano infatti disponibili nella gamma della Park Lane.
La Marquis del 1967 aveva installato un motore V8 da 6,7 L di cilindrata che erogava 330 CV di potenza. L'anno successivo questo propulsore venne sostituito da un V8 da 6,4 L e 315 CV che aveva installato un carburatore doppio corpo. In entrambi gli anni fu invece disponibile un V8 da 7 L e 345 CV che era dotato di un carburatore quadruplo corpo. Il cambio disponibile era invece automatico a tre rapporti.
Questa prima serie di Marquis è stata assemblata a Hazelwood, nel Missouri. 

## La seconda serie: 1969–1978

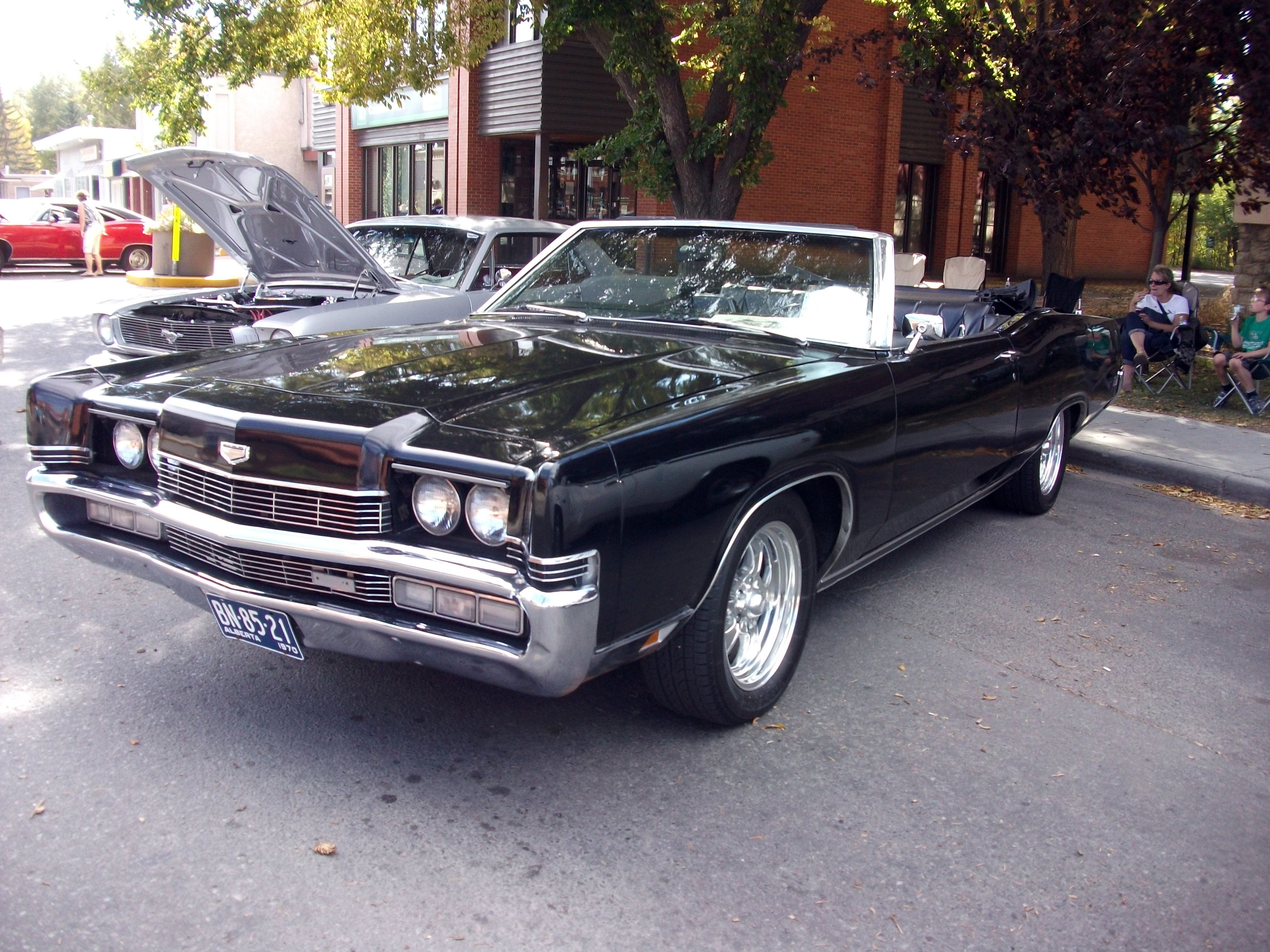
Una Marquis cabriolet del 1970

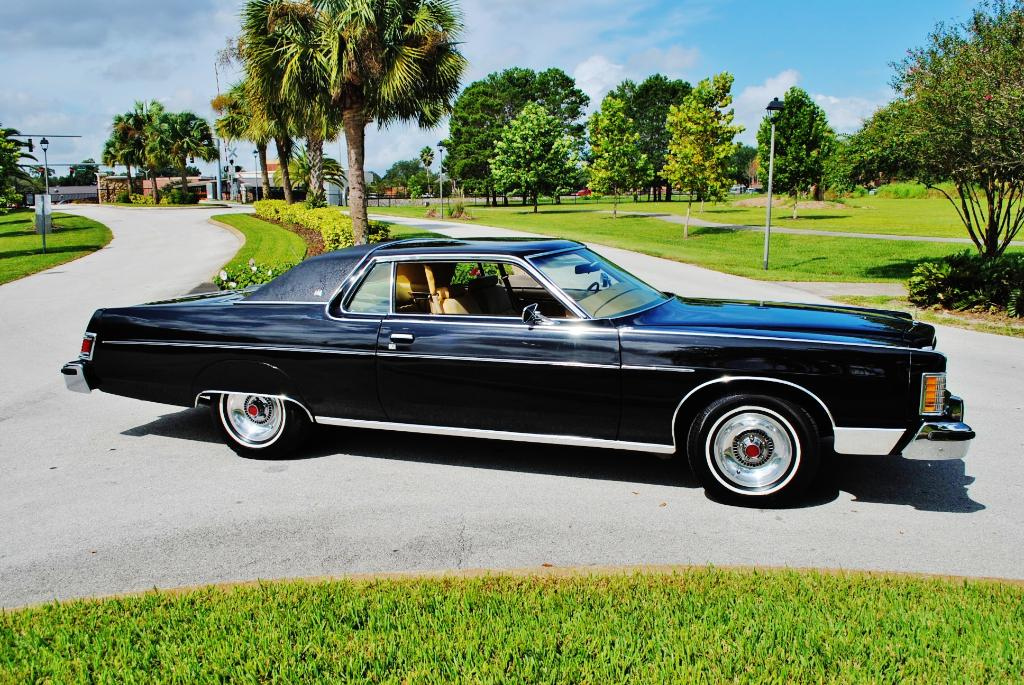
Una Mercury Marquis hardtop due porte

Nel 1969 le vetture full-size Ford e Mercury vennero completamente riviste. Dato che la Park Lane venne tolta dal mercato, la Marquis ottenne una gamma completa di carrozzerie. Oltre al modello hard-top due porte, vennero infatti aggiunte le versioni hard-top quattro porte e cabriolet due porte. La Mercury Colony Park, che era disponibile solo in versione familiare, fu inclusa nella gamma Marquis. L'unico cambio disponibile su questa serie di Marquis fu automatico a tre rapporti.
Il motore installato di serie era un V8 da 7 L che era dotato di carburatore doppio corpo. La versione con carburatore a quadruplo corpo di questo propulsore venne offerta tra le opzioni. L'unico cambio disponibile era una trasmissione automatica a tre rapporti. I freni a disco servoassistiti erano offerti tra le opzioni. Su questa generazione fece il suo debutto il sistema di fanali anteriori a scomparsa che fu poi comune, negli anni settanta, sui modelli Mercury e Lincoln.
Nel 1971 fu operato un importante restyling sui modelli full-size Mercury. La linea fu arrotondata ed i fanali posteriori (sulle berline) diventarono avvolgenti. Furono applicate delle carenature sulle aperture delle ruote posteriori.  I finestrini ora erano senza telaio e venne introdotta una nuova opzione su tutte le versioni, il tettuccio apribile.
Nel 1972 i cambiamenti furono minimi, anche se vennero comunque aggiornate la calandra ed i fanali posteriori. 
Nel 1973 i modello fu sottoposto ad un lieve restyling. La linea venne squadrata ed il frontale fu dotato di un paraurti che era in grado di assorbire urti fino a 5 mph. Per quanto riguarda quest'ultimo, fu necessaria questa modifica per rendere conformi i paraurti a delle nuove leggi federali sulla sicurezza. Le versioni hardtop a due e quattro porte erano disponibili negli allestimenti Marquis e Marquis Brougham. Nel 1973 fu anche introdotto un motore V8 da 7,5 L e 360 CV. Questo propulsore fu montato di serie fino al 1977 sulla Grand Marquis e sulla Brougham. Nel 1974 i cambiamenti furono marginali, anche se un motore V8 da 6,6 L sostituì il propulsore da 7 L.
I modelli del 1975 furono resi ulteriormente più squadrati e più lunghi. Nell'anno citato venne introdotta, come allestimento del modello, la Grand Marquis. Nell'occasione la Monterey fu tolta di produzione e tutti i modelli full-size della Mercury presero il nome di "Marquis".
Nel 1978 venne introdotto un V8 da 5,8 L con l'obiettivo di fornire alla clientela un propulsore che consumasse meno carburante dei precedenti. Questa unità motrice fu comunque offerta di serie su tutte le versioni di Marquis. In California (dove le norme erano differenti) e nei luoghi d'alta quota il motore offerto di serie era invece il V8 da 6,6 L.
Anche questa seconda serie di Marquis è stata assemblata a Hazelwood, nel Missouri.
Delle Marquis cabriolet di colore oro del 1969 e del 1970 vennero utilizzate nelle ultime due stagioni della serie TV  La fattoria dei giorni felici.

## La terza serie: 1979–1982

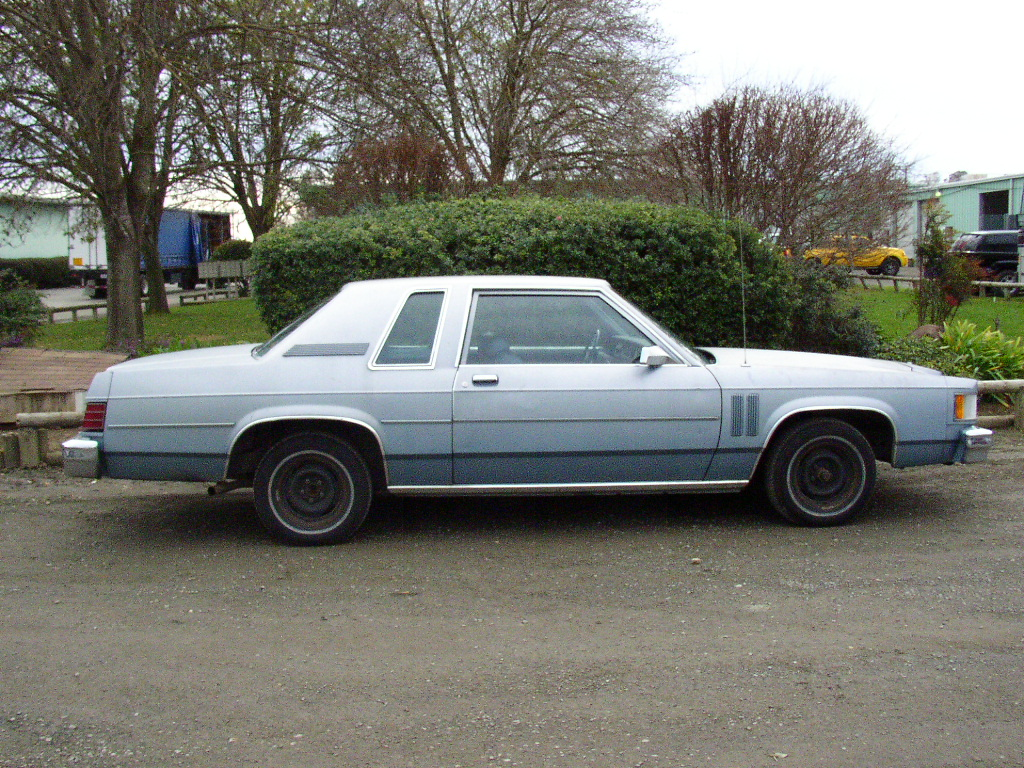
Una Mercury Marquis due porte berlina del 1979

Nel 1979 la Ford decise di rimpicciolire i propri modelli a causa del vertiginoso aumento del prezzo dei carburanti che seguì la crisi energetica del 1973. Ciò fu fatto in ritardo di due anni rispetto alla General Motors e di un anno rispetto alla Chrysler. Basata sul pianale Panther della Ford, questa terza serie di Marquis fu resa più corta e leggera della Cougar. Le parti vetrate furono ampliate per consentire una migliore visibilità. Venne anche aumentato lo spazio interno grazie alla revisione dei sedili e dei pannelli porta.
Sebbene la Ford avesse rafforzato la tendenza di condividere i componenti tra i vari modelli del gruppo già nel periodo in cui venne introdotta la seconda serie della Marquis, con questa generazione del modello il fenomeno diventò ancora più marcato. Infatti, per la prima volta, non solo il passo era comune tra i modelli full-size Ford e Mercury, ma quasi l'intero corpo vettura della Marquis era condiviso con la Ford LTD. Altri componenti erano invece in comune con la Lincoln Continental.
I finestrini dei modelli a quattro porte vennero dotati di telaietti, mentre le versioni a due porte rimasero, da questo punto di vista, immutate. Gli interni furono disegnati ispirandosi a quelli delle Lincoln.
Questa serie di Marquis era disponibile in tre allestimenti: base, Brougham, e Grand Marquis. Nel 1982 il modello venne aggiornato. Nell'occasione furono eliminate le prese d'aria sui parafanghi anteriori e le piccole griglie installate sui paraurti anteriori.
Anche i motori furono rimpiccioliti. I propulsori da 6,6 L e 7,5 L furono sostituiti da un V8 da 4,9 L che era anche montato sulla Monarch e sulla Cougar. Il motore opzionale era invece un V8 da 5,8 L che era condiviso solo con la Cougar. Questa opzione fu però molto rara.
Quando vennero introdotti nel 1979, questi due propulsori erano accoppiati ad un cambio automatico a tre rapporti. Nel 1980 la Marquis e tutti i modelli montati sul pianale Panther ebbero in dotazione, tra le opzioni, un cambio automatico a quattro rapporti con overdrive. Nel 1981 questo cambio venne montato di serie su tutti i modelli.
Anche questa terza serie di Marquis è stata assemblata a Hazelwood, nel Missouri. 

## La quarta serie: 1983–1986
Nel 1983 la Ford aggiornò le versioni berlina e familiare dei modelli mid-size basati sul pianale Fox. Inoltre, molte vetture vennero collocate, all'interno della gamma, in altre posizioni. La Cougar, ad esempio, fu spostata nel suo ruolo originario di modello lussuoso a due porte, e pertanto le sue versioni berlina e familiare vennero tolte dai listini. Per riempire il vuoto lasciato da queste ultime, la Marquis fu quindi spostata nella categoria delle vetture mid-size e venne basata sul pianale sopraccitato. Sempre nel 1983, la Grand Marquis diventò un modello a sé stante e si pose nella posizione precedentemente occupata dalla Marquis.
Il motore montato di serie era un quattro cilindri in linea monoalbero da 2,3 L. Gli altri motori disponibili erano un sei cilindri in linea da 3,3 L, un V6 da 3,8 L ed un V8 da 4,9 L. Quest'ultimo fu molto raro e venne commercializzato solo in Canada, mentre il motore a sei cilindri in linea fu tolto dai listini nel 1984. Come cambio era offerta una trasmissione automatica a tre rapporti, mentre con il V8 era montato un cambio automatico a quattro rapporti.
Questa quarta ed ultima serie di Marquis è stata prodotta a Hapeville fino al 13 dicembre 1985 ed a Chicago fino al 3 gennaio 1986. La Marquis fu poi sostituita dalla Mercury Sable.